# 诸暨东站
诸暨东站位于浙江省诸暨市陶朱街道西二环路539号，是沪昆铁路的一个车站，由上海铁路局金华车务段管辖。车站于2006年6月16日作为浙赣铁路电气化工程的一部分而投用。诸暨东站为诸暨市主要的铁路货运车站，办理整车、集装箱发到，不办理散堆装货物发送、到达及客运业务。车站主要办理发到货物品类为煤炭、粮食、钢材、混装货物及集装箱。
诸暨东站设有6条股道，其中包含2条正线。车站货场为尽头式货场，设有3条货物线、119个货位。此外车站还设有通往铁越燃料、暨阳石油化工、海越能源及杭州萧山铁路东方运输有限公司的专用线。